# Lakeside (Teksas)
Lakeside je gradić u američkoj saveznoj državi Teksas. Prema popisu stanovništva iz 2010. u njemu je živjelo 1.307 stanovnika.